# Amansie Central
Amansie Central – dystrykt w południowej części regionu Ashanti w Ghanie ze stolicą w Jacobu, jest jednym z 28 dystryktów powstałych w wyniku reformy administracyjnej w roku 2004.
W dystrykcie jest około 206 osiedli; całkowity obszar wynosi 710 km².
Większe miasta: Fiankoma, Tebeso 1, Tebeso 2, Tweapease, Ntinankor, Afoako, Tweapease.